# Anabella Drummond
Anabella Drummond (Dunfermline, h. 1350 - Scone, octubre de 1401), hija de Sir John Drummond de Stobhall y Mary Montifex, fue reina consorte de Roberto III de Escocia.

## Vida
Se casó en 1367 con Juan Estuardo (futuro Roberto III), y poco después de su boda, se vio envuelta en la lucha por el poder entre su esposo y el hermano de este, Roberto Estuardo, duque de Albany. Como durante años Anabella y Juan solo tuvieron hijas, Albany apoyaba la aprobación de una ley que prohibiera a las mujeres heredar el trono. 
Anabella fue coronada en el Palacio de Scone cuando su esposo ascendió al trono en 1390. Anabella tuvo hijos incluso después de haber cumplido los cuarenta años, entre ellos el futuro Jacobo I de Escocia.
Roberto, inválido desde 1384 a causa de un accidente hípico, se fue haciendo cada vez más apático e incompetente, y se dice que comentó a Arabella que deberían enterrarlo bajo un montón de estiércol con el epitafio «Aquí yace el peor de los reyes y el más miserable de los hombres». Anabella tuvo que ocuparse ella misma de los asuntos familiares, y para proteger a su hijo mayor, David, organizó un gran torneo en 1398 en Edimburgo, donde fue armado caballero. En abril de ese año convocó un consejo que le nombró duque de Rothesay y Teniente del reino. Poco después de su muerte, David fue encarcelado por su tío y murió en misteriosas circunstancias.
La villa de Inverkeithing, en el concejo de Fife, fue una de las residencias favoritas de la reina. Su presencia aún se recuerda en la pila bautismal de piedra caliza, decorada con ángeles que sostienen escudos heráldicos, que Anabella regaló a la iglesia parroquial de la ciudad, una de las piezas más bellas de escultura tardomedieval de Escocia.

## Hijos
Anabella tuvo varios hijos con Roberto III:
- Isabel, casada con James Douglas, I barón de Dalkeith
- María, casada primero con George Douglas, I conde de Angus, después con sir James Kennedy el Joven (con quien tuvo a Gilbert Kennedy, I lord Kennedy), y su tercer matrimonio fue con Alexander Graham
- Egidia, murió joven
- Margarita, casada con Archibald Douglas, IV conde de Douglas
- Roberto, murió joven
- David, más tarde duque de Rothesay
- Jacobo, más tarde Rey de Escocia

Murió en octubre de 1401 en el palacio de Scone y fue enterrada en Dunfermline, su ciudad natal.

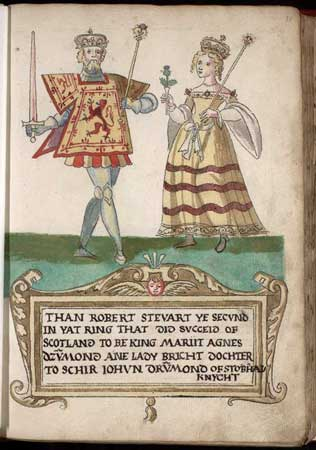
Anabella y su esposo el Rey, representados para el Forman Armorial de 1562.